# Списак тренера ФК Црвена звезда
Овај чланак садржи списак тренера ФК Црвена звезда.

## Тренери
| Сезоне        | Тренер                  | Држава                                           | Напомене                                                      |
| ------------- | ----------------------- | ------------------------------------------------ | ------------------------------------------------------------- |
| 1946          | Бранислав Секулић       | Социјалистичка Федеративна Република Југославија |                                                               |
| 1946—1948     | Светислав Глишовић      | Социјалистичка Федеративна Република Југославија | (1) национално првенство, (1) национални куп                  |
| 1948—1950     | Александар Томашевић    | Социјалистичка Федеративна Република Југославија | (2) национални куп                                            |
| 1951          | Љубиша Броћић           | Социјалистичка Федеративна Република Југославија |                                                               |
| 1951          | Жарко Михајловић        | Социјалистичка Федеративна Република Југославија | (1) национално првенство                                      |
| 1952          | Бранислав Секулић       | Социјалистичка Федеративна Република Југославија |                                                               |
| 1952—1953     | Жарко Михајловић        | Социјалистичка Федеративна Република Југославија | (1) национално првенство                                      |
| 1953—1954     | Љубиша Броћић           | Социјалистичка Федеративна Република Југославија |                                                               |
| 1954          | Бошко Ралић             | Социјалистичка Федеративна Република Југославија |                                                               |
| 1954—1957     | Милован Ћирић           | Социјалистичка Федеративна Република Југославија | (2) национално првенство                                      |
| 1957—1964     | Миша Павић              | Социјалистичка Федеративна Република Југославија | (1) Митропа куп, (3) национално првенство, (3) национални куп |
| 1964—1966     | Иван Топлак             | Социјалистичка Федеративна Република Југославија |                                                               |
| 1966—1974     | Миљан Миљанић           | Социјалистичка Федеративна Република Југославија | (1) Митропа куп, (4) национално првенство, (3) национални куп |
| 1974—1975     | Миљенко Михић           | Социјалистичка Федеративна Република Југославија |                                                               |
| 1975—1976     | Милован Ћирић           | Социјалистичка Федеративна Република Југославија |                                                               |
| 1976—1978     | Гојко Зец               | Социјалистичка Федеративна Република Југославија | (1) национално првенство                                      |
| 1978—1982     | Бранко Станковић        | Социјалистичка Федеративна Република Југославија | (2) национално првенство, (1) национални куп                  |
| 1982—1983     | Стеван Остојић          | Социјалистичка Федеративна Република Југославија |                                                               |
| 1983—1986     | Гојко Зец               | Социјалистичка Федеративна Република Југославија | (1) национално првенство, (1) национални куп                  |
| 1986—1988     | Велибор Васовић         | Социјалистичка Федеративна Република Југославија | (1) национално првенство                                      |
| 1988          | Бранко Станковић        | Социјалистичка Федеративна Република Југославија |                                                               |
| 1989—1990     | Драгослав Шекуларац     | Социјалистичка Федеративна Република Југославија | (1) национално првенство, (1) национални куп                  |
| 1990—1991     | Љупко Петровић          | Социјалистичка Федеративна Република Југославија | (1) Куп европских шампиона, (1) национално првенство          |
| 1991—1992     | Владица Поповић         | Социјалистичка Федеративна Република Југославија | (1) Интерконтинентални куп, (1) национално првенство          |
| 1992—1994     | Милан Живадиновић       | Савезна Република Југославија                    | (1) национални куп                                            |
| 1994—1996     | Љупко Петровић          | Савезна Република Југославија                    | (1) национално првенство, (1) национални куп                  |
| 1996—1997     | Владимир Петровић Пижон | Савезна Република Југославија                    | (1) национални куп                                            |
| 1997          | Војин Лазаревић         | Савезна Република Југославија                    | (1) национални куп                                            |
| 1997—1998     | Милорад Косановић       | Савезна Република Југославија                    |                                                               |
| 1998—1999     | Војин Лазаревић         | Савезна Република Југославија                    | (1) национални куп                                            |
| 1999          | Милољуб Остојић         | Савезна Република Југославија                    |                                                               |
| 1999          | Звонко Радић            | Савезна Република Југославија                    | привремени                                                    |
| 1999—2001     | Славољуб Муслин         | Савезна Република Југославија                    | (2) национално првенство, (1) национални куп                  |
| 2001—2003     | Зоран Филиповић         | Савезна Република Југославија                    | (1) национални куп                                            |
| 2003—2004     | Славољуб Муслин         | Србија и Црна Гора                               | (1) национално првенство, (1) национални куп                  |
| 2004          | Љупко Петровић          | Србија и Црна Гора                               |                                                               |
| 2004          | Милован Рајевац         | Србија и Црна Гора                               | привремени                                                    |
| 2004—2005     | Ратко Достанић          | Србија и Црна Гора                               |                                                               |
| 2005—2006     | Валтер Зенга            | Италија                                          | (1) национално првенство, (1) национални куп                  |
| 2006—2007     | Душан Бајевић           | Босна и Херцеговина                              |                                                               |
| 2007          | Бошко Ђуровски          | Северна Македонија                               | (1) национално првенство, (1) национални куп                  |
| 2007          | Милорад Косановић       | Србија                                           |                                                               |
| 2007—2008     | Александар Јанковић     | Србија                                           |                                                               |
| 2008          | Здењек Земан            | Чешка · Италија                                  |                                                               |
| 2008—2009     | Чедомир Јаневски        | Северна Македонија                               |                                                               |
| 2009          | Синиша Гогић            | Србија · Кипар                                   | привремени                                                    |
| 2009—2010     | Владимир Петровић Пижон | Србија                                           |                                                               |
| 2010          | Ратко Достанић          | Србија                                           | (1) национални куп                                            |
| 2010          | Александар Кристић      | Србија                                           |                                                               |
| 2010—2012     | Роберт Просинечки       | Хрватска                                         | (1) национални куп                                            |
| 2012—2013     | Александар Јанковић     | Србија                                           |                                                               |
| 2013          | Рикардо Са Пинто        | Португалија                                      |                                                               |
| 2013—2014     | Славиша Стојановић      | Словенија                                        | (1) национално првенство                                      |
| 2014—2015     | Ненад Лалатовић         | Србија                                           |                                                               |
| 2015—2017     | Миодраг Божовић         | Црна Гора                                        | (1) национално првенство                                      |
| 2017          | Бошко Ђуровски          | Северна Македонија                               | привремени                                                    |
| 2017—2019     | Владан Милојевић        | Србија                                           | (2) национално првенство                                      |
| 2019—2022     | Дејан Станковић         | Србија                                           | (3) национално првенство, (2) национални куп                  |
| 2022—2023     | Милош Милојевић         | Србија                                           | (1) национално првенство, (1) национални куп                  |
| 2023          | Барак Бахар             | Израел                                           |                                                               |
| 2023—тренутно | Владан Милојевић        | Србија                                           |                                                               |